# Luz Valdenebro
Luz Valdenebro Jiménez (Còrdova, Espanya, 1975) és una actriu espanyola. Coneguda pel seu paper de Bàrbara a Hispania, la leyenda i Sofía Alarcón a la sèrie Gran Hotel. En 2018, va interpretar a Dolores Arribas a Estoy vivo i, actualment, dona vida a Cristina Martínez a Amar es para siempre.

## Filmografia

### Cinema
- Balada triste de trompeta (2010) d'Álex de la Iglesia - com Mª Ángeles
- Bajo las estrellas (2007) de Félix Viscarret - com Pauli
- Mejor solo (2007) de Jorge Dantart
- Corrientes circulares (2005) de Mikel Alvariño - com treintañera
- Mirar es un pecado (2001) de Nicolás Melini.

### Sèries de televisió
- Amar es para siempre (2019-2020) - com Cristina Martínez
- Servir y proteger (2019) - com Isabel Azcarate
- Estoy vivo (2018) - com Dolores Arribas "Lola"
- Seis hermanas (2015-2016) - com Aurora Alarcón
- Gran Hotel (2011-2013) - com Sofía Alarcón, germana d'Alicia Alarcón i filla de Doña Teresa
- Aída (2012) Cap. 166 - 'Pasa la Droga', com a Carmen, la mendiga
- Ángel o demonio (2011) - com a Azucena
- Hispania (2010) - com a Bárbara, germana de Viriat
- El internado (2009) - com Valentina León
- Qué follón de familia (2007) - curts
- Los simuladores (2006) - episòdic
- Hospital Central (2006) - episódico como Natalia
- Policías, en el corazón de la calle (2001) - como Merche
- Periodistas (2001) - episódico

### Telefilms
- Un Cuento de Navidad (2012), per TVE i ALEA - com La Directora
- No estás sola, Sara (2009) per TVE - com Marina
- Paquirri (2009) per Telecinco - com Isabel Pantoja
- El camino de Victor (2005)
- Padre coraje (2002) per Antena 3 - com Mari Carmen

### Teatre
- Don Juan Tenorio de Ron Lalá, dirigit per Yayo Cáceres (2018-2019)
- El Jurado d'Avanti Teatro, dirigit per Andrés Lima (2016)
- La Distancia de Bacantes Teatro, dirigit per Pablo Messiez (2016)
- On Golden Pond d'Ernest Thompson. (2013)
- Dos Claveles d'Álvaro Tato, per Microteatro por Dinero. (2013)
- Urtain de Juan Cavestany, per CDN i Animalario. (2008)
- El Bateo y De Madrid a París, programa doble de Zarzuela per Teatro de la Zarzuela o Animalario. (2008)
- Marat-Sade de Peter Weiss, per CDN i Animalario. (2007)
- La Lozana Andaluza CAT. (2000)

## Premis
- "Premio Andalesgai a la visibilidad 2015", juntament amb Candela Serrat, pels seus papers a la sèrie Seis hermanas.[2]

## Vida privada
Actualment manté una relación sentimental con el también actor Fran Perea.